# Rajdowe Samochodowe Mistrzostwa Polski 1973

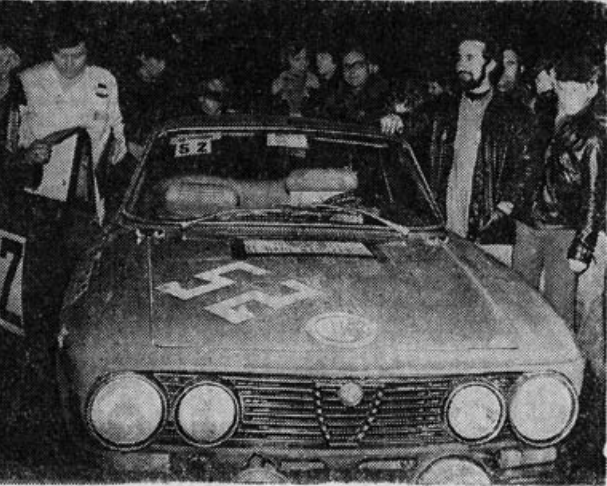
Lelio Lattari i Jacek Różański zwycięzcy 11. Rajdu Warszawskiego

Ten artykuł dotyczy sezonu 1973 Rajdowych Samochodowych Mistrzostw Polski.

## Kalendarz[1]
| Runda | Data           | Nazwa rajdu          | Baza rajdu   | Nawierzchnia  | Zwycięzca           | Raport |
| 1     | 2-3 marca      | 2. Rajd Stomil       | Rzeszów      | asfalt/śnieg  | Andrzej Jaroszewicz | Wyniki |
| 2     | 18-20 maja     | 17. Rajd Dolnośląski | Wrocław      | asfalt        | Sobiesław Zasada    | Wyniki |
| 3     | 8-9 czerwca    | 6. Rajd Kormoran     | Mikołajki    | asfalt/szuter | Sobiesław Zasada    | Wyniki |
| 4     | 14-15 września | 23. Rajd Wisły       | Wisła/Ustroń | asfalt        | Sobiesław Zasada    | Wyniki |
| 5     | 9-11 listopada | 11. Rajd Warszawski  |              | asfalt/szuter | Lelio Lattari       | Wyniki |

1. ↑  Zwycięzcą klasyfikacji generalnej 2. Rajdu Stomil był Austriak Falke Jansen, Andrzej Jaroszewicz w klasyfikacji generalnej zajął drugie miejsce, a wygrał klasyfikację RSMP

## Klasyfikacje Rajdowych Samochodowych Mistrzostw Polski 1973[1]
- Klasyfikacja generalna - Puchar Motoru

W Pucharze "Motoru" punkty przyznawano za 6 pierwszych miejsc według systemu: 9-6-4-3-2-1. Do końcowej punktacji Pucharu "Motoru" zaliczano zawodnikom wyniki ze wszystkich eliminacji. 
| Poz. | Kierowca/Pilot                      | Samochód                                    | Pkt |
| ---- | ----------------------------------- | ------------------------------------------- | --- |
| 1    | Jacek Różański                      | Alfa Romeo 2000 GTV Skoda 120 Rally         | 29  |
| 2    | Sobiesław Zasada Ewa Zasada         | Porsche Carrera RS                          | 27  |
| 3    | Lelio Lattari                       | Alfa Romeo 2000 GTV                         | 25  |
| 4    | Maciej Stawowiak Jan Czyżyk         | Polski Fiat 125p 1500 Polski Fiat 125p 1800 | 9   |
| 5    | Janusz Wojtyna                      | Skoda 120 Rally BMW 2002 Ti                 | 7   |
| 5    | Henryk Ziemski Wiesław Grabarczyk   | BMW 2002 Ti Polski Fiat 125p 1300           | 7   |
| 7    | Adam Smorawiński Ryszard Żyszkowski | Porsche Carrera RS                          | 6   |
| 7    | Maciej Sowiński                     | BMW 1602                                    | 6   |
| 9    | Tomasz Ciecierzyński                | Alfa Romeo 1750 Polski Fiat 125p 1500       | 5   |
| 9    | Henryk Kalinowski                   | BMW 1602                                    | 5   |

- Punktacja RSMP:

Punkty do klasyfikacji RSMP przyznawano w klasach za 6 pierwszych miejsc według systemu: 9-6-4-3-2-1. W klasyfikacjach RSMP zaliczano każdemu zawodnikowi 4 najlepsze wyniki, a warunkiem sklasyfikowania było zdobycie punktów w co najmniej 3 eliminacjach. Klasę stanowiły co najmniej 3 samochody. W przypadku sklasyfikowania w danej klasie powyżej 10 załóg - najlepszym przyznawano tytuły Mistrza, oraz I i II Wicemistrza Polski. W przypadku sklasyfikowania 5-10 załóg - tytuły Mistrza i Wicemistrza, zaś przy sklasyfikowaniu 4 załóg przyznawano tylko jeden tytuł mistrzowski.
Podział samochodów startujących w rajdach zgodnie z regulaminami FIA:
- Grupa I - Seryjne samochody turystyczne. Produkowane w ilości co najmniej 5000 egzemplarzy w ciągu 12 miesięcy. Prawie całkowity zakaz przeróbek mających na celu poprawienie osiągów samochodu. Jeżeli pojemność silnika przekraczała 700 cm3, samochód tej grupy musiał mieć co najmniej 4 miejsca.
- Grupa II - Specjalne samochody turystyczne. Wyprodukowane musiały być w ilości co najmniej 1000 egzemplarzy w ciągu 12 miesięcy. Dozwolony duży zakres przeróbek poprawiających osiągi pojazdu. Tak jak w grupie I, jeżeli pojemność silnika przekraczała 700 cm3, samochód tej grupy musiał mieć co najmniej 4 miejsca.
- Grupa III - Seryjne samochody GT produkowane w ilości co najmniej 1000 sztuk w roku. Pojazdy co najmniej dwumiejscowe. Ograniczenia przeróbek i modyfikacji takie same jak w grupie I.
- Grupa IV - Specjalne samochody GT. Warunkiem homologacji było wyprodukowanie co najmniej 500 egzemplarzy w ciągu 12 miesięcy. Dozwolone przeróbki takie jak w grupie II.
- Grupa V - Samochody sportowe. Pojazdy grup II i IV, w których modyfikacje przekroczyły granice określone przepisami tych grup. Do grupy V zaliczano też prototypy sportowe budowane wyłącznie z przeznaczeniem do wyścigów.

Grupy podzielone były na klasy w zależności od pojemności skokowej silnika:
- klasa 1 - do 500 cm3
- klasa 2 - do 600 cm3
- klasa 3 - do 700 cm3
- klasa 4 - do 850 cm3
- klasa 5 - do 1000 cm3
- klasa 6 - do 1150 cm3
- klasa 7 - do 1300 cm3
- klasa 8 - do 1600 cm3
- klasa 9 - do 2000 cm3
- klasa 10 - do 2500 cm3
- klasa 11 - do 3000 cm3
- klasa 12 - do 4000 cm3
- klasa 13 - do 5000 cm3

Grupa II klasa 8
| Poz. | Kierowca           | Samochód                                 | Suma pkt |
| ---- | ------------------ | ---------------------------------------- | -------- |
| 1    | Henryk Kaczmarczyk | Renault 12 Gordini Polski Fiat 125p 1500 | 30       |
| 2    | Jerzy Sobczyk      | Renault 12 Gordini Polski Fiat 125p 1500 | 21       |

Grupa II klasa 7
| Poz. | Kierowca        | Samochód              | Suma pkt |
| ---- | --------------- | --------------------- | -------- |
| 1    | Ireneusz Porada | Polski Fiat 125p 1300 | 27       |

Grupa II klasa 3-4
| Poz. | Kierowca       | Samochód   | Suma pkt |
| ---- | -------------- | ---------- | -------- |
| 1    | Adam Masłowiec | Syrena 105 | 27       |

Grupa II klasa 1-2
| Poz. | Kierowca             | Samochód    | Suma pkt |
| ---- | -------------------- | ----------- | -------- |
| 1    | Andrzej Radecki      | Trabant 601 | 36       |
| 2    | Zdzisław Łagan       | Trabant 601 | 25       |
| 3    | Witold Kołder        | Trabant 601 | 19       |
| 4    | Albin Śliski         | Trabant 601 | 17       |
| 5    | Krzysztof Szaykowski | Trabant 601 | 11       |

Grupa I klasa 9-13
| Poz. | Kierowca      | Samochód            | Suma pkt |
| ---- | ------------- | ------------------- | -------- |
| 1    | Lelio Lattari | Alfa Romeo 2000 GTV | 36       |

Grupa I klasa 8
| Poz. | Kierowca            | Samochód              | Suma pkt |
| ---- | ------------------- | --------------------- | -------- |
| 1    | Maciej Sowiński     | BMW 1602              | 27       |
| 2    | Janusz Książkiewicz | Polski Fiat 125p 1500 | 25       |

Grupa I klasa 7
| Poz. | Kierowca           | Samochód              | Suma pkt |
| ---- | ------------------ | --------------------- | -------- |
| 1    | Jerzy Kobyliński   | Polski Fiat 125p 1300 | 23       |
| 2    | Krystian Bielowski | Polski Fiat 125p 1300 | 16       |